# A Conquista do Brasil (1500-1600)

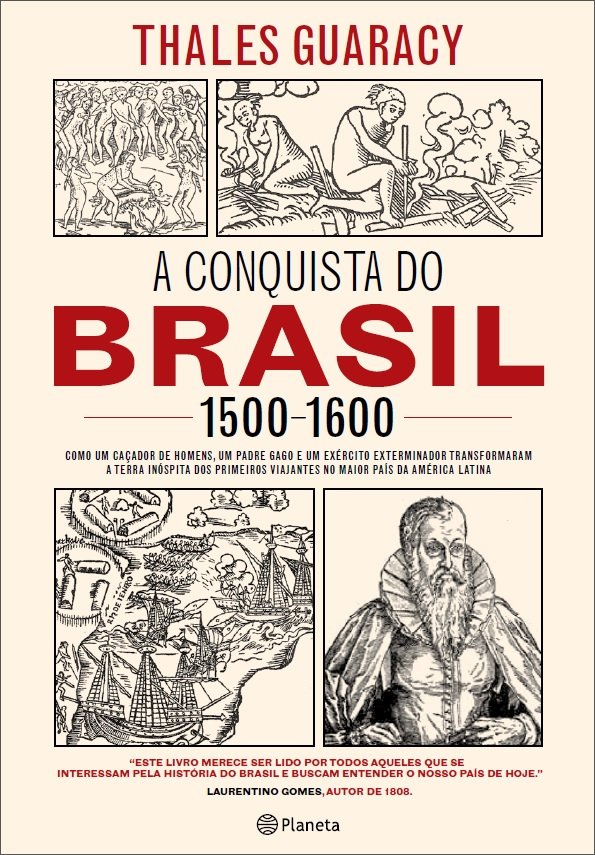
A Conquista do Brasil: disputa territorial e genocídio indígena no DNA brasileiro

A Conquista do Brasil é um livro de história do autor, jornalista e editor Thales Guaracy, publicada no Brasil pela Editora Planeta em primeira edição de 2015, retratando o primeiro século de colonização europeia. O relato de uma das mais extraordinárias aventuras humanas reflete a natureza violenta da ocupação portuguesa, que deu início à formação do maior país da América Latina nas terras então incógnitas do Novo Mundo.
Recorrendo às mais variadas fontes, A Conquista do Brasil contesta a versão escolar da colonização portuguesa como um processo pacífico, construída ao par da imagem do Brasil como o país conciliador do samba, do futebol e do carnaval. Apresenta a disputa entre portugueses, espanhóis e franceses pela primazia da colonização e o extermínio genocida da população nativa, que contava com cerca de 4 milhões de pessoas no que corresponde à area territorial do Brasil republicano, ao tempo da chegada dos primeiros europeus ao continente .
A partir de documentos originais, são revistos os grandes acontecimentos relacionados ao Descobrimento do Brasil e seus personagens. Entre eles, estão João Ramalho, o desterrado que se amoldou à vida dos indígenas e fundou uma dinastia de mestiços caçadores de escravos; os jesuítas que aplicaram as diretrizes implacáveis da Inquisição na guerra santa contra os franceses protestantes e seus aliados canibais; e nativos como Cunhambebe, o “cacique imortal”, líder da resistência indígena, que devorava seus inimigos dizendo que era um “jaguar”.
A Conquista do Brasil mostra que o "brasileiro cordial" popularizado pela tradição na realidade é herdeiro de uma tradição ambiciosa, cujos sonhos de expansão se espelharam no tamanho do seu imenso território. E cunhou sua trajetória com a espada de desbravadores sanguinários, a chibata dos mercadores de escravos e a ambição de nobres que enriqueceram à margem da lei e do próprio mundo civilizado.
A Conquista do Brasil (1500-1600) teve continuidade com A Criação do Brasil (1600-1700) e duas edições em Portugal.